# قشتالة (منطقة تاريخية)

علم قشتالة

قشتالة (بالإسبانية: Castilla) مملكة سابقة تاريخية اندمجت تدريجياً مع جيرانها لتصبح تاج قشتالة ثم مملكة إسبانيا لاحقاً. في إسبانيا الحالية، عادة ما تعتبر قشتالة أنها تضم مناطق قشتالة وليون في الشمال الشرقي، وقشتالة والمنشف ومدريد في وسط وجنوب البلاد، وقد تشمل أحياناً كانتابريا ولا ريوخا أيضاً لأسباب تاريخية. ومع ذلك، توجد صيغ مختلفة بشأن تخوم قشتالة الدقيقة، ولافتقارها إلى اعتراف رسمي، فإنه لا حدود رسمية لها. يُرَقـّم ملوك إسبانيا المعاصرون وفقاً للنظام القشتالي.
يعتقد اسم قشتالة يعني أرض أو منطقة القلاع، في إشارة إلى قلاع بُنـِيت في المنطقة لتوطيد الاسترداد المسيحي من المسلمين.

## معرض صور

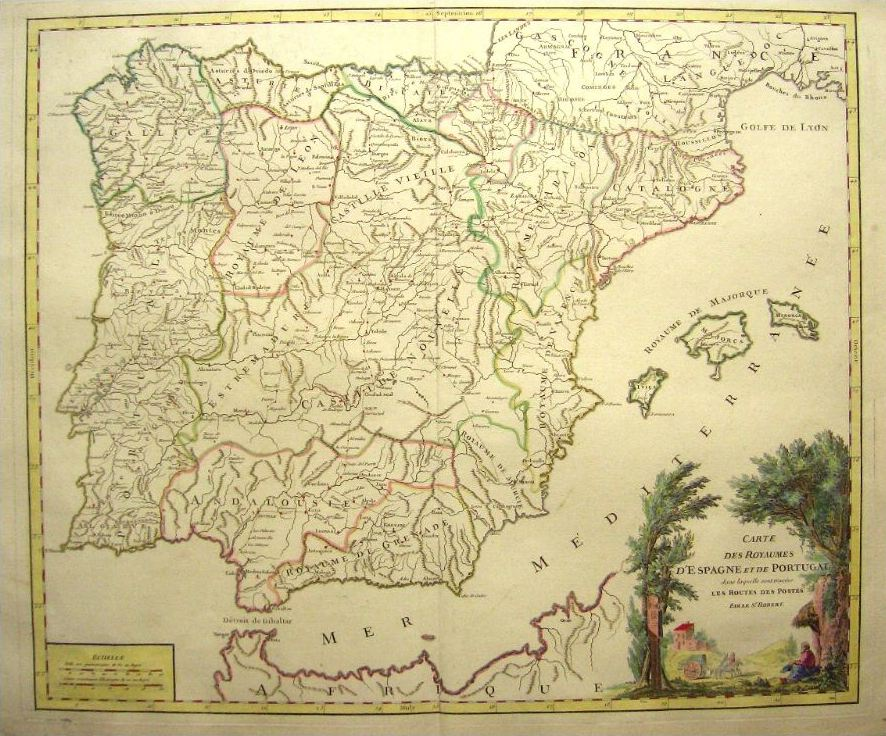
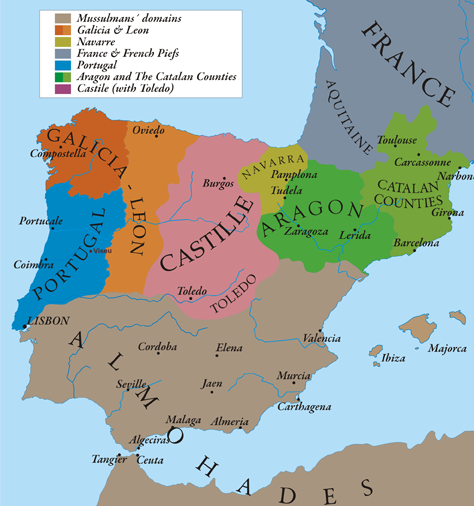

## أعلام
- ماريا من أراغون، ملكة قشتالة